# Озоркув (гмина)
Озоркув (пол. Ozorków) — сельская гмина (волость) в Польше, входит как административная единица в Згежский повет, Лодзинское воеводство. Население — 6477 человек (на 2004 год).

## Сельские округа
1. Александря
2. Бочки
3. Боршин
4. Цедровице
5. Опалянки
6. Цедровице-Парцеля
7. Целестынув
8. Катажинув
9. Черхув
10. Дыбувка
11. Хеленув
12. Конары
13. Лесмеж
14. Малаховице
15. Малаховице-Колёня
16. Машковице
17. Модльна
18. Мухувка
19. Острув
20. Пажице
21. Серпув
22. Скотники
23. Скромница
24. Ткачев
25. Сокольники
26. Сокольники-Ляс
27. Сокольники-Парцеля
28. Сольца-Мала
29. Сольца-Велька
30. Сливники
31. Тыменица
32. Врублев

## Соседние гмины
1. Гмина Гура-Свентей-Малгожаты
2. Гмина Ленчица
3. Озоркув
4. Гмина Паженчев
5. Гмина Згеж